# Kateřina Cornaro
Kateřina Cornaro či Caterina Veneta (Kateřina Benátská) (25. listopadu 1454, Benátky – 10. července 1510, Benátky) byla v letech 1474–1489 kyperská královna.

## Život
Pocházela z významného benátského patricijského rodu Cornaro a byl jí udělen čestný titul Dcera Benátské republiky; díky jejímu vlivu posiloval benátský stát své pozice na Kypru a po smrti Kateřinina manžela, krále Jakuba II. řečeného Bastard (Jacques le Bâtard) z rodu Lusignan, známého pro svou politickou amorálnost, nárokovat i vládu nad celým ostrovem.

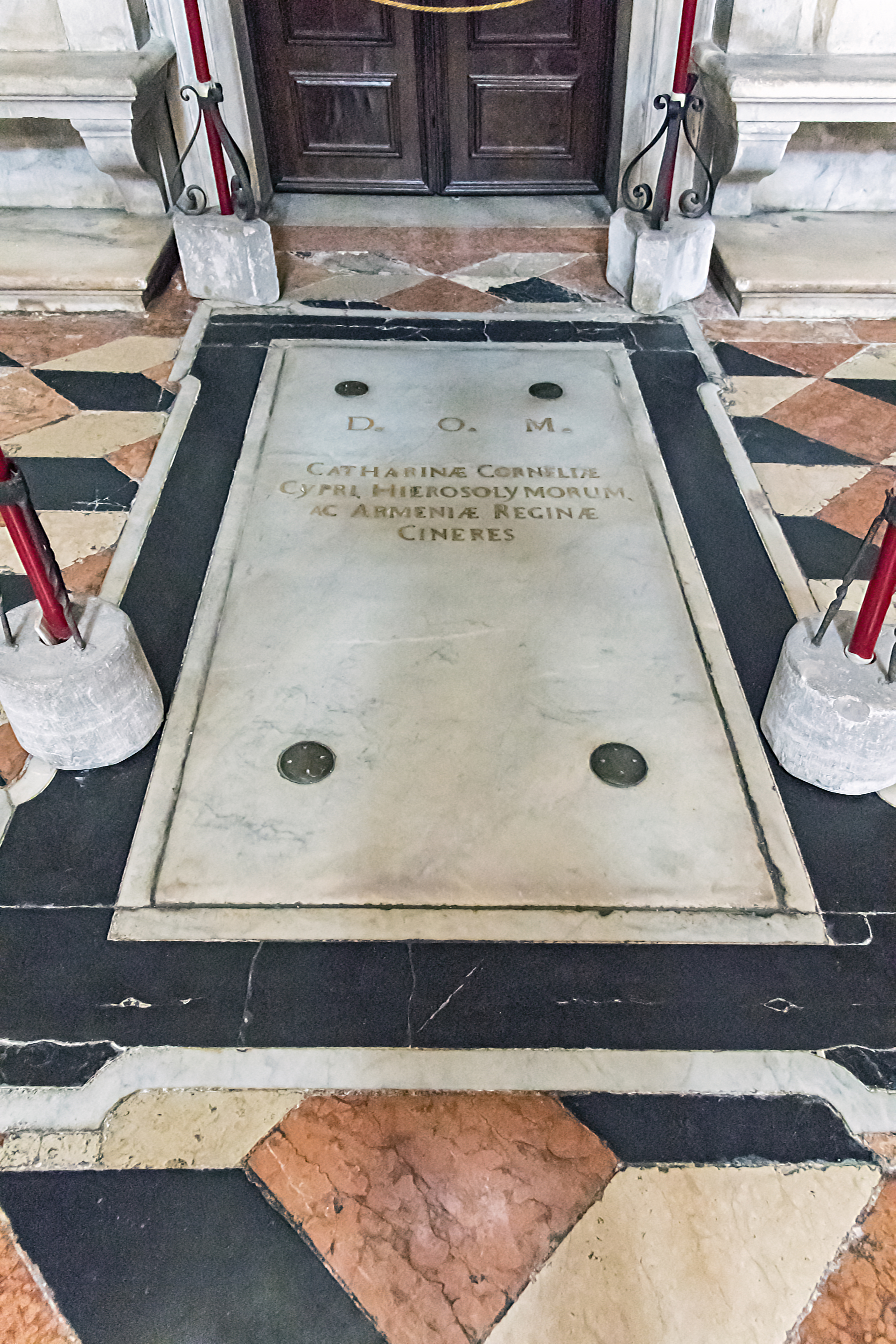
Její hrob.
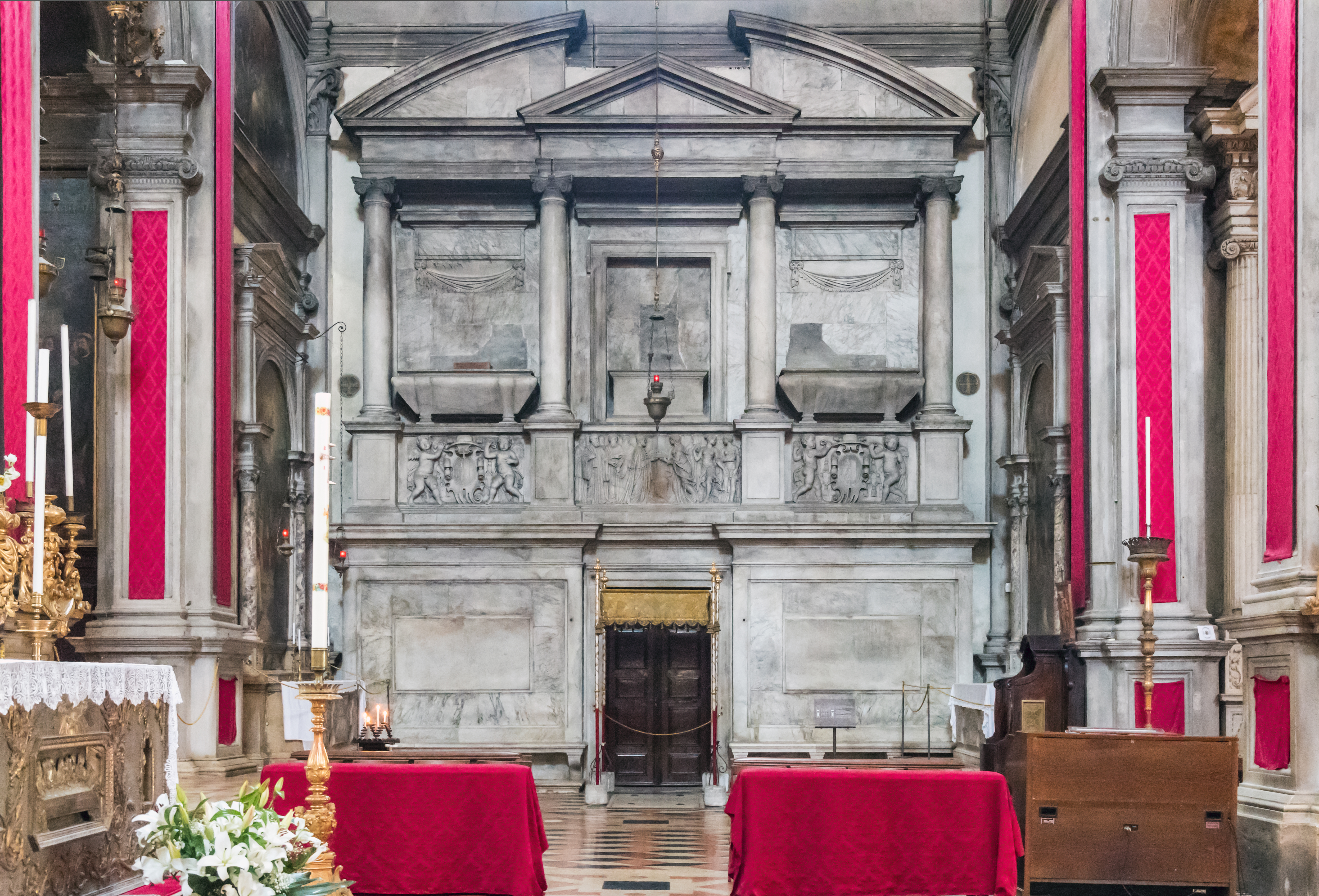
Její pohřební památka.